# Laurent Fabius
Laurent Fabius (; n. 20 august 1946, Paris, Île-de-France, Franța) este un om politic francez.
Membru al Partidul Socialist, a deținut următoarele funcții:
- 22 mai 1981 - 23 martie 1983: ministru al bugetului;
- 17 iulie 1984 - 20 martie 1986: premier al Franței;
- 12 iunie 1997 - 28 martie 2000: președinte al Adunării Naționale a Franței;
- 28 martie 2000 - 7 mai 2002: ministru de finanțe;
- 16 mai 2012 - prezent: ministru al afacerilor externe.

## Distincții
- 1984: Marea Cruce a Ordinului Național de Merit;
- 1986: Ofițer al Ordinului Național din Quebec;
- 1987: Marea Cruce a Ordinului „Ordem do Infante Dom Henrique;
- 1990: Marea Cruce a Ordinului de Merit al Republicii Italiene;
- 1991: Marea Cruce a Ordinului de Merit al Republicii Polone;
- 1995: Marea Cruce a Ordinului de Merit al Regatului Norvegian;
- 1999: Marea Cruce a Ordinului Național „Steaua României”;
- 2008: Marea Cruce a Ordinului Legiunii de Onoare.